# 平等原則
平等原則（英語：Impartiality），亦稱為公平，是指相同之事件應為相同之處理，不同之事件則應為不同之處理，除有合理正當之事由外，否則不得為差別待遇。在各国和地区都被视为基本性法律原则。另外世界各國及地區皆視此原則為基本性法律原則，其原因是法律必須眷顧每一個人，因為每一個人都是生而平等的。

## 法國
法國的自由、平等、博愛是國家格言及寫入憲法序言中。

## 美国
美國的美國權利法案及美國憲法第十四修正案保障平等原則。

## 中華民國

### 中華民國憲法
- 第七條：「中華民國人民，無分男女、宗教、種族、階級、黨派，在法律上一律平等。」
- 第一百二十九條：「本憲法所規定之各種選舉，除本憲法別有規定外，以普通、平等、直接及無記名投票之方法行之。」
- 第一百五十九條：「國民受教育之機會，一律平等。」

### 中華民國法律
- 《公務人員行政中立法》第四條：「公務人員應依法公正執行職務，不得對任何團體或個人予以差別待遇。」
- 《行政程序法》第六條：「行政行為，非有正當理由，不得為差別待遇。」
- 《總統副總統選舉罷免法》第二條：「總統、副總統選舉、罷免，除另有規定外，以普通、平等、直接及無記名投票之方法行之。」
- 《公職人員選舉罷免法》第四十九條：「廣播電視事業從事選舉相關議題之新聞報導或邀請候選人參加節目，應為公正、公平之處理，不得為無正當理由之差別待遇。」
- 《公民投票法》第四條：「公民投票，以普通、平等、直接及無記名投票之方法行之。」
- 《人民團體法》第五十條：「政黨依法令有平等使用公共場地及公營大眾傳播媒體之權利。」
- 《原住民族基本法》第四條：「政府應依原住民族意願，保障原住民族之平等地位及自主發展，實行原住民族自治；其相關事項，另以法律定之。」
- 《勞動基準法》第二十五條：「雇主對勞工不得因性別而有差別之待遇。工作相同、效率相同者，給付同等之工資。」
- 《性別平等工作法》第一條：「為保障工作權之性別平等，貫徹憲法消除性別歧視、促進性別地位實質平等之精神，爰制定本法。」
- 《身心障礙者權益保障法》第一條：「為維護身心障礙者之權益，保障其平等參與社會、政治、經濟、文化等之機會，促進其自立及發展，特制定本法。」
- 《通訊傳播基本法》第十一條：「政府應採必要措施，促進通訊傳播基礎網路互連。前項網路互連，應符合透明化、合理化及無差別待遇之原則。」

### 行政法

#### 行政自我拘束原則
行政機關行使裁量時，應持平等原則，針對同類事件，受其自身行政先例拘束，無正當理由，不能為差別對待，即「行政自我拘束原則」。

## 中华人民共和国

### 中華人民共和国法律
- 《中華人民共和國憲法》第三十三條第2項：「中華人民共和國公民在法律面前一律平等。」
- 《中華人民共和國民法總則》第四條：「民事主體在民事活動中的法律地位一律平等。」
- 《中華人民共和國刑法》第四條：「對任何人犯罪，在適用法律上一律平等。不允許任何人有超越法律的特權。」
- 《民事訴訟法》第八條：「當事人有平等的訴訟權利。人民法院審理民事案件，應當保障和便利當事人行使訴訟權利，對當事人在適用法律上一律平等。」

## 香港
香港特別行政區基本法第二十五條列明「香港居民在法律面前一律平等」並在第三章其餘條目，保障香港居民原有的公民權利和自由，不受任何團體侵犯。